# Swetlana Wladimirowna Moskalez
Swetlana Wladimirowna Moskalez (russisch Светлана Владимировна Москалец, wiss. Transliteration Svetlana Vladimirovna Moskalec; * 22. Januar 1969 in Mytischtschi) ist eine ehemalige russische Leichtathletin, die im Fünf- und Siebenkampf erfolgreich war.

## Leben
1994 wurde sie mit persönlicher Bestleistung von 6598 Punkten erstmals russische Meisterin im Siebenkampf. Im selben Jahr belegte sie bei den Leichtathletik-Europameisterschaften in Helsinki mit 6308 Punkten den fünften Platz.
Ihre erfolgreichste Saison hatte Moskalez 1995. Bei den Russischen Meisterschaften im Fünfkampf siegte sie mit einem Landesrekord von 4866 Punkten. Bei den folgenden Leichtathletik-Hallenweltmeisterschaften in Barcelona sicherte sie sich mit 4834 Punkten den Titel vor der US-Amerikanerin Kym Carter (4632 Punkte) und ihrer Landsfrau Irina Tjuchai (4622 Punkte). Schließlich gewann Moskalez bei den Leichtathletik-Weltmeisterschaften in Göteborg die Silbermedaille im Siebenkampf. Mit 6575 Punkten platzierte sie sich hinter der Syrerin Ghada Shouaa (6651 Punkte) und vor der Ungarin Rita Ináncsi (6522 Punkte).
1996 errang Moskalez mit 6211 Punkten ihren zweiten russischen Meistertitel im Siebenkampf. Bei den Olympischen Spielen in Atlanta erreichte sie mit einer Punktzahl von 6118 lediglich den 14. Rang. Bei den Leichtathletik-Weltmeisterschaften 1997 in Athen gab sie den Wettkampf vorzeitig auf.
Swetlana Moskalez ist 1,72 m groß und hatte ein Wettkampfgewicht 62 kg.

## Bestleistungen
- Fünfkampf: 4866 Punkte (8,11 s – 1,86 m – 14,30 m – 6,65 m – 2:18,95 min)[3], 3./4. Februar 1995, Tscheljabinsk
- Siebenkampf: 6598 Punkte (13,20 s – 1,82 m – 13,78 m – 23,56 s – 6,74 m – 42,48 m – 2:14,54 min)[4], 16./17. Juni 1994, Wladimir